# Prêmio FIFA Ferenc Puskás de 2017
O Prémio FIFA Ferenc Puskás de 2017, mais comumente Prêmio Puskás da FIFA de 2017 foi uma premiação na qual foi escolhido o gol mais bonito do ano, realizada em 23 de outubro de 2017, em Londres, Inglaterra. Pela primeira vez nenhum jogador brasileiro está entre os candidatos Em 9 de outubro de 2017 foram anunciados os três finalistas 

## Finalistas
| Pos. | Jogador           | Nacionalidade | Clube/Seleção | Partida                    | Competição                            | Resultado | Data                   | Votos |
| ---- | ----------------- | ------------- | ------------- | -------------------------- | ------------------------------------- | --------- | ---------------------- | ----- |
| 1    | Olivier Giroud    | francês       | Arsenal       | Arsenal vs. Crystal Palace | Premier League de 2016–17             | 1 – 0     | 1º de janeiro de 2017  |       |
| 2    | Deyna Castellanos | venezuelana   | Venezuela     | Venezuela vs. Camarões     | Copa do Mundo Feminino Sub-17 de 2016 | 2 – 1     | 3 de outubro de 2016   |       |
| 3    | Masuluke Oscarine | sul-africano  | Baroka FC     | Orlando Pirates vs.Baroka  | Campeonato Sul-Africano               | 1 – 1     | 14 de dezembro de 2016 |       |

## Candidatos
| Jogador(a)           | Time/Seleção              | Nacionalidade | Competição                            | Site  |
| -------------------- | ------------------------- | ------------- | ------------------------------------- | ----- |
| Deyna Castellanos    | Venezuela                 | venezuelana   | Copa do Mundo Feminino Sub-17 de 2016 | Vídeo |
| Kevin-Prince Boateng | Las Palmas                | ganês         | La Liga 2016–17                       | Vídeo |
| Masuluke Oscarine    | Baroka Football Club      | sul-africano  | Campeonato Sul-Africano de Futebol    | Vídeo |
| Jordi Mboula         | Barcelona                 | espanhol      | Liga Jovem da UEFA de 2016–17         | Vídeo |
| Nemanja Matic        | Chelsea                   | sérvio        | Copa da Inglaterra                    | Vídeo |
| Moussa Dembélé       | Celtic                    | francês       | Scottish Premier League               | Vídeo |
| Olivier Giroud       | Arsenal                   | francês       | Premier League de 2016–17             | Vídeo |
| Aviles Hurtado       | Tijuana                   | colombiano    | Liga MX de 2016-17                    | Vídeo |
| Mario Mandžukić      | Juventus                  | croata        | Liga dos Campeões da UEFA de 2016–17  | Vídeo |
| Alejandro Camargo    | Universidad de Concepción | argentino     | Campeonato Chileno de Futebol de 2016 | Vídeo |